# Timarcha
Timarcha Latreille, 1829 è un genere di insetti dell'ordine dei Coleotteri.

## Etimologia
Il nome deriva dalla sua caratteristica autoemorrea riflessa ovvero la capacità di espellere dalla bocca o dalle giunture dell'emolinfa di colore rosso come avvertimento quando si sente minacciato da qualche predatore.

## Descrizione
All'interno della famiglia Chrysomelidae le specie appartenenti al genere Timarcha sono, come dimensioni, fra le più grandi; con una lunghezza che varia dai 12 a 20 mm. Hanno una colorazione scura, spesso blu nero con a volte riflessi metallici.
Le elitre sono saldate insieme e quindi non possono volare.

## Biologia
Hanno un andamento lento e abitudini notturne, di giorno tendono a nascondersi.
Fitofagi, si nutrono principalmente di Rubiacee.

## Distribuzione e habitat
La maggior parte del centinaio di specie conosciute vive in Nord Africa; in Europa sono presenti solo poche specie e sono concentrate in Europa meridionale e centrale. È presente anche nelle steppe asiatiche fino al Giappone.

Fra le specie più diffuse in Italia Timarcha nicaeensis è presente in tutte le regioni ad eccezione di Sardegna e Sicilia, T. tenebricosa è diffusa al nord dal Piemonte al Friuli e T. pimelioides è presente in Campania, Puglia fino alla Sicilia.

## Tassonomia
È diviso in tre sottogeneri:
- Timarcha (Timarcha) Dejean, 1821
- Timarcha (Timarchostoma) Motschulsky, 1860
- Timarcha (Metallotimarcha) Motschulsky, 1860

Comprende le seguenti specie:

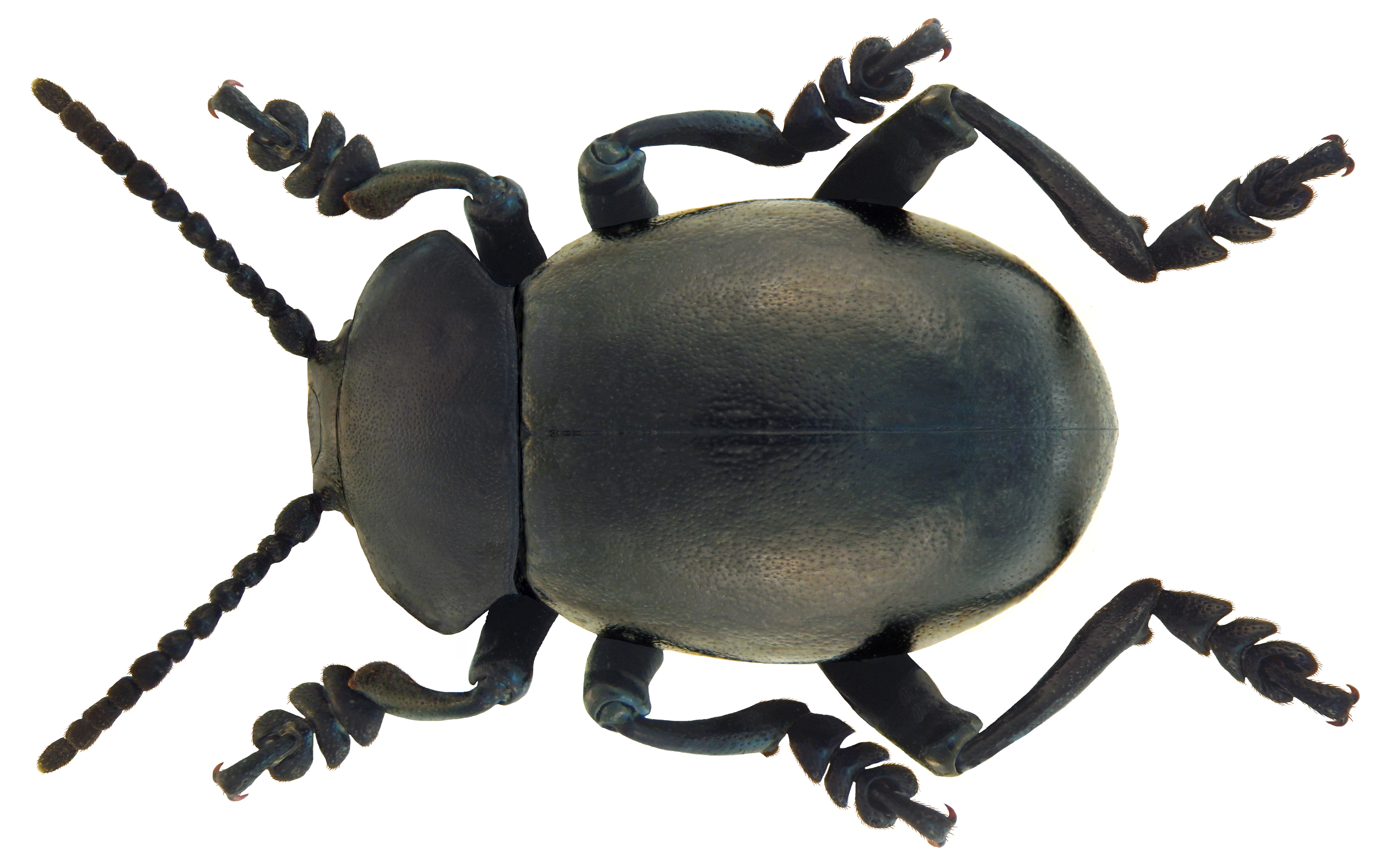
Timarcha tenebricosa (Fabricius, 1775) maschio

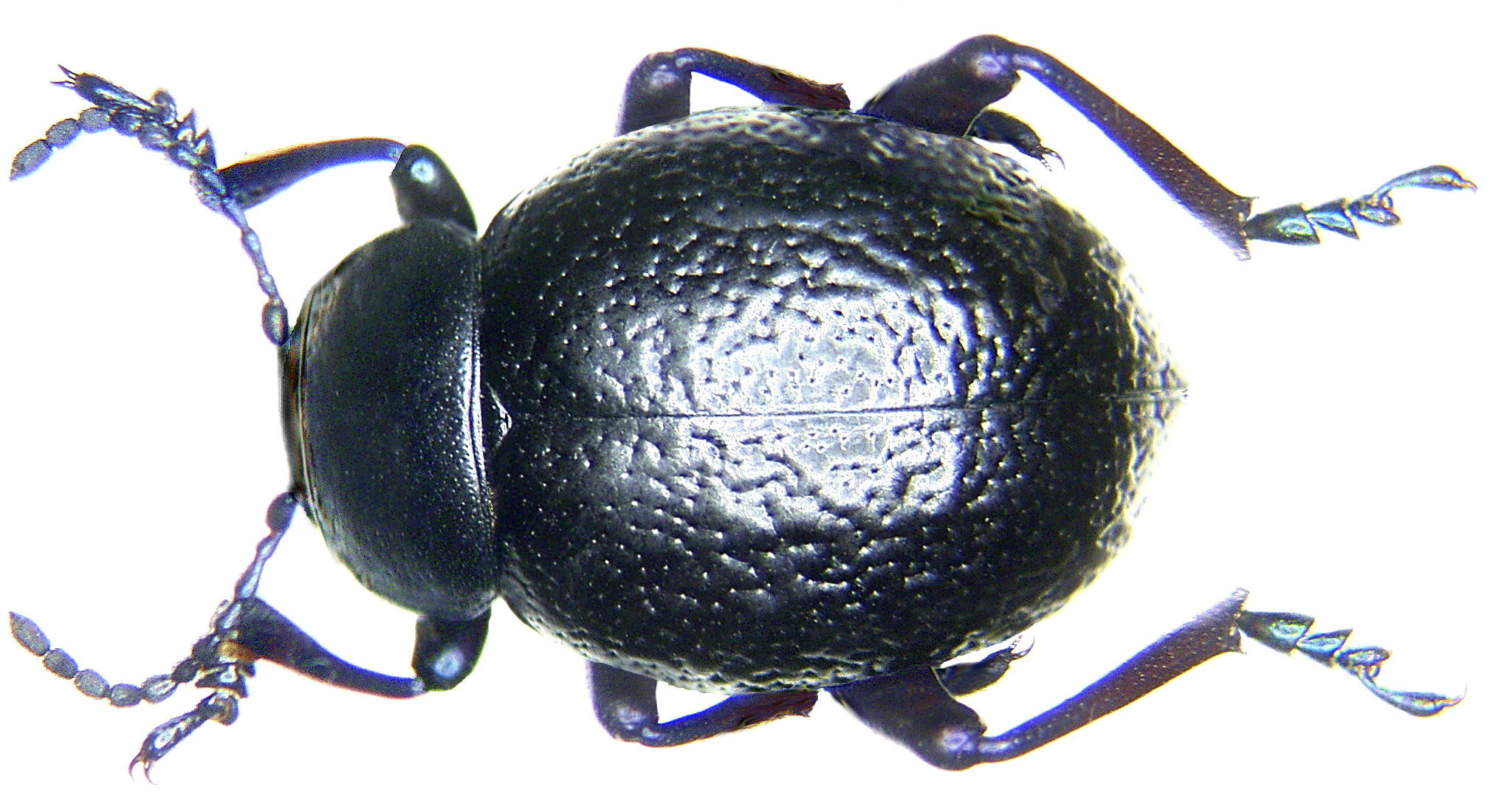
Timarcha sardea (Villa, 1835)

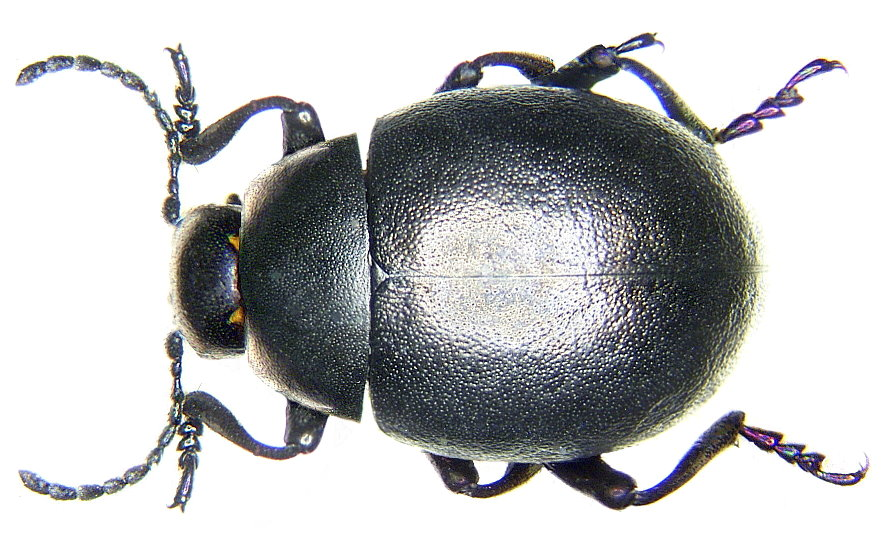
Timarcha lusitanica (Fabricius, 1781)

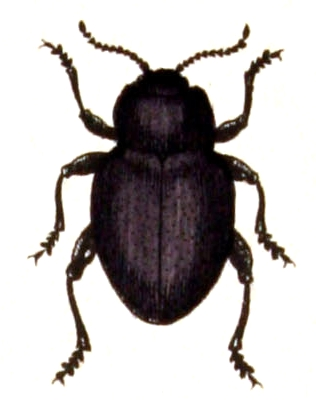
Timarcha olivieri

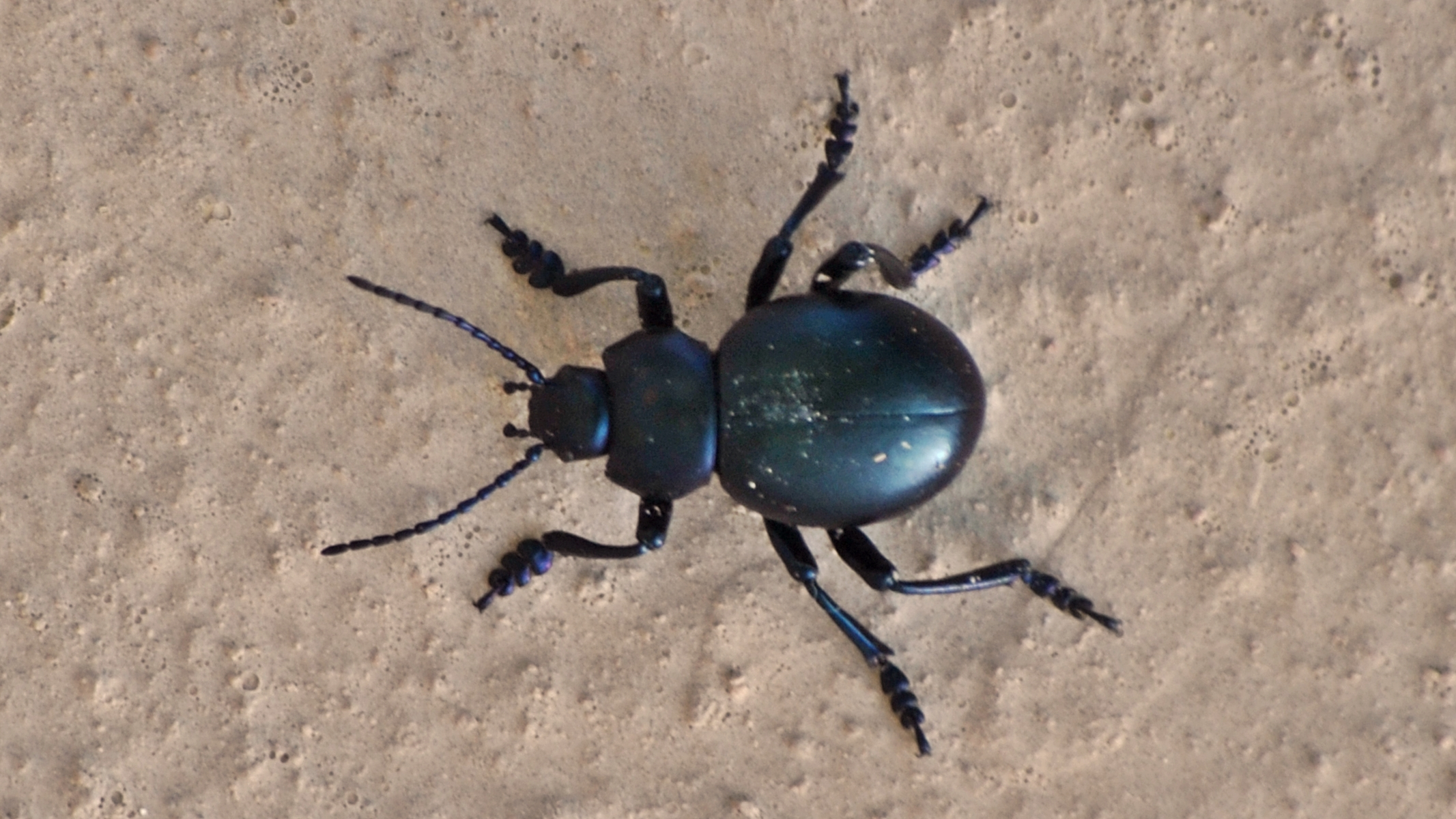
Timarcha balearica

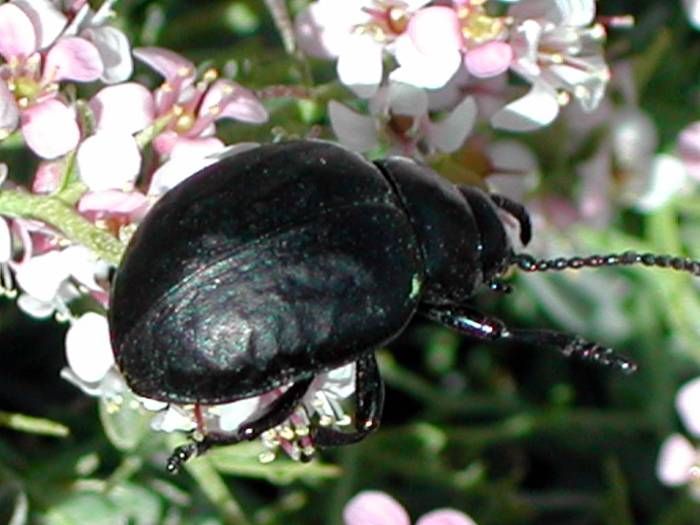
Timarcha lugens

- Timarcha affinis Laboissiere, 1939
- Timarcha apricaria Waltl, 1835
- Timarcha apuana Daccordi & Ruffo, 1990
- Timarcha aragonica Balbi, 1892
- Timarcha asturiensis Kraatz, 1879
- Timarcha aurichalcea Bechyné, 1948
- Timarcha balearica Gory, 1829
- Timarcha calceata Perez, 1865
- Timarcha catalaunensis Fairmaire, 1873
- Timarcha chalcosoma Fairmaire, 1868
- Timarcha chloropus Germar, 1824
- Timarcha coarcticollis Fairmaire, 1873
- Timarcha corinthia Fairmaire, 1873
- Timarcha cornuta Bechyné, 1944
- Timarcha cyanescens Fairmaire, 1861
- Timarcha daillei Laboissiere, 1939
- Timarcha durmitoriensis Apfelbeck, 1912
- Timarcha elliptica Fairmaire, 1873
- Timarcha erosa Fairmaire, 1873
- Timarcha espanoli Bechyné, 1948
- Timarcha fallax Perez, 1865
- Timarcha fracassii Meier, 1900
- Timarcha geniculata Germar, 1824
- Timarcha gibba Hagenbach, 1825
- Timarcha globipennis Fairmaire, 1873
- Timarcha goettingensis Linnaeus, 1758
- Timarcha gougeleti Fairmaire, 1859
- Timarcha granadensis Bechyné, 1948
- Timarcha gravis Rosenhauer, 1856
- Timarcha heydeni Weise, 1882
- Timarcha hispanica Herrich-Schaeffer, 1838
- Timarcha insparsa Rosenhauer, 1856
- Timarcha intermedia Herrich-Schaeffer, 1838
- Timarcha interstitialis Fairmaire, 1861
- Timarcha janthinipes Fairmaire, 1880
- Timarcha kiesenwetteri Kraatz, 1879
- Timarcha lusitanica Fabricius, 1781
- Timarcha marginicollis Rosenhauer, 1856
- Timarcha maritima Perris, 1850
- Timarcha melica Bechyné, 1947
- Timarcha melitensis Weise, 1882
- Timarcha metallica Laicharting, 1781
- Timarcha monserratensis Bechyné, 1962
- Timarcha montana Fairmaire, 1873
- Timarcha monticola Dufour, 1843
- Timarcha nicaeensis Villa, 1853
- Timarcha oblongula Fairmaire, 1880
- Timarcha obsoleta Laboissiere, 1937
- Timarcha olivieri Fairmaire, 1868
- Timarcha parvicollis Rosenhauer, 1856
- Timarcha perezi Fairmaire, 1884
- Timarcha pimelioides Herrich-Schaeffer, 1838
- Timarcha pontavicei Marseul, 1883
- Timarcha pratensis Duftschmid, 1825
- Timarcha recticollis Fairmaire, 1891
- Timarcha rugulosa Herrich-Schaeffer, 1838
- Timarcha sardea Villa, 1835
- Timarcha seidlitzi Kraatz, 1879
- Timarcha sicelides Reiche, 1860
- Timarcha sphaeroptera Fairmaire, 1873
- Timarcha stepaneki Bechyné, 1946
- Timarcha strangulata Fairmaire, 1861
- Timarcha strophium Weise, 1888
- Timarcha temperei Jeanne, 1965
- Timarcha tenebricosa Fabricius, 1775
- Timarcha tenuicornis Fairmaire, 1880
- Timarcha trapezicollis Fairmaire, 1873
- Timarcha validicornis Fairmaire, 1873

In Italia le specie presenti sono:
- Timarcha (Timarcha) apuana Daccordi & Ruffo, 1990
- Timarcha (Timarcha) nicaeensis Villa, 1835
- Timarcha (Timarcha) pimelioides Herrich-Schaeffer, 1838
- Timarcha (Timarcha) tenebricosa (Fabricius, 1775)
- Timarcha (Timarchostoma) fracassii Meier, 1900
- Timarcha (Timarchostoma) pratensis Duftschmid, 1825
- Timarcha (Timarchostoma) sardea A. Villa & G. B. Villa, 1835
- Timarcha (Timarchostoma) sicelidis Reiche, 1860
- Timarcha (Metallotimarcha) gibba (Hagenbach, 1825)
- Timarcha (Metallotimarcha) metallica (Laicharting, 1781)